# Søren Launbjerg
Søren Launbjerg (født 16. januar 1960) er en dansk sanger, tekstforfatter og tegnefilmsdubber. Han kendes blandt andet for den danske Mumitroldene-titelsang og for at lægge stemme til titelkarakteren i Disney Aladdin. Desuden har han været højskolelærer og er den nuværende Forstander på Den Internationale Højskole i Helsingør.
Han skrev og fremført sangen "Mennesker mødes" under navnet Plateau ved Dansk Melodi Grand Prix 1983, der fik en samlet fjerdeplads.

## Filmografi
- Mumitrolden og hans venner (1992)
- Aladdin (1992) - Aladdin
- Animaniacs (1993) - Goodfeathers
- Aladdin (1994) - Aladdin
- Aladdin - Jafar vender tilbage (1994) - Aladdin
- Aladdin og de fyrretyve røvere (1996) - Aladdin
- Løvernes Konge (1994)
- Pocahontas (1995)
- Svaneprinsessen og slottets hemmelighed (1997) - Prins David (sang)
- Prinsen af Egypten (1998) - Moses (sang)
- Justice League (2001) - The Flash
- Bionicle: Lysets maske (2003) - Pohatu
- Justice League Unlimited (2005) - The Flash